# 沙莫松
沙莫松（法語：Chamoson，法語發音：[ʃamozɔ̃]）是瑞士瓦萊州的一个市镇。该市镇总面积为32.47平方千米，海拔高度490米，截至2018年12月31日总人口为3,897人。